# Samuel Johnson (drammaturgo)
Samuel Johnson (Cheshire, 1691 – Gawsworth, 1773) è stato un drammaturgo e insegnante di danza inglese, conosciuto per il suo lavoro Hurlothrumbo.

## Biografia
Johnson era nativo di Cheshire. Nel 1722 diede un ballo a Manchester, notato da John Byrom, e nel 1724 era a Londra con il suo violino. Lavorò per mettere in scena il suo Hurlothrumbo, che l'anno precedente a Manchester aveva mostrato a Byrom ed altri amici.
L'Hurlothrumbo fu prodotto al "piccolo teatro nel Haymarket" all'inizio del mese di aprile 1729, la seconda sera fu aggiunto un epilogo da Byrom, mentre il prologo è frutto del contributo di Amos Meredith, un altro ingegno arguto del nord del paese, in città. L'intero circolo partecipò e si impegnò ad applaudirlo dall'inizio alla fine. Il pezzo andò avanti per più di 30 notti, attirando un pubblico numeroso ed alla moda. Tra questi il Duca di Montagu, al quale viene accreditata l’idea originale del pezzo. La caratteristica che più colpisce nelle esecuzioni è l'autore stesso, che ha recitato la parte di Lord Flame, suonato il violino, ballato, e talvolta camminato sui trampoli. Il pezzo era una satira dell'Author's Farce (1729) di Henry Fielding. Hurlothrumbo, o il soprannaturale è stato pubblicato con una dedica a Lady Delves, firmato Lord Flame; una seconda edizione, con una dedica a Lord Walpole (che aveva sottoscritto una trentina di copie), firmato con il nome dell'autore, seguì nello stesso anno (1729).
Nel 1730 Johnson, che aveva rifiutato di eseguire l’Hurlothrumbo a Manchester, fece uscire, nel teatro di Sir John Vanbrugh nell'Haymarket, The Chester Comics, con le variazioni di Colley Cibber. Seguì una produzione chiamata The Mad Lovers, or the Beauties of the Poets, recitato all'Haymarket e stampato nel 1732 con un frontespizio che rappresenta l'autore nella parte di Lord Wildfire. Il nome di una commedia da lui recitata, non con sua soddisfazione nell'aprile 1735, è sconosciuto. Nel 1737 fu recitata la sua commedia All Alive and Merry; fu accolta con applausi la seconda sera e fu data cinque o sei volte in più. Sono anche attribuiti a lui un'opera comica, A Fool made Wise, e una farsa, Sir John Falstaff in Masquerade, entrambe recitate nel 1741, così come una tragedia, Pompeo il Grande (tutte non stampate). Oltre a queste commedie Johnson compose A Vision of Heaven, pubblicata nel 1738. Nella prefazione l'autore professa di aver recitato parte di essa davanti al Duca di Wharton ed al vescovo Francesco Gastrell. Egli disse anche di aver scritto Harmony in Uproar, e un dialogo (pubblicato) Court and Country.
Per alcuni anni dopo la produzione di Hurlothrumbo Johnson rimase attivo a Londra, ma portò anche avanti la sua professione di maestro di ballo a Manchester. Durante gli ultimi trent'anni della sua vita, visse in pensione nel villaggio di Gawsworth, nei pressi di Macclesfield, conosciuto sotto i nomi di Maggoty o Fiddler Johnson.
Morì nel 1773 in una casa chiamata la New Hall, e fu sepolto in un piccolo bosco nei dintorni. Il bosco è conosciuto come Bosco Maggotty, e si mormora che sia infestato dal suo fantasma.